# Tommy Gwaltney
Thomas O. "Tommy" Gwaltney (Norfolk, 28 februari 1921 - Virginia Beach, 11 februari 2003) was een Amerikaans jazz-klarinettist, -saxofonist en vibrafonist. Hij speelde mainstream-jazz en dixieland, had een club en organiseerde jazzfestivals.

## Biografie
Gwaltney studeerde onder Ernie Caceres en Peanuts Hucko en speelde klarinet in collegebands. Tijdens de oorlog was hij actief in een legerband. Vanwege longproblemen opgelopen tijdens de oorlog, speelde hij een tijd lang vibrafoon. Na een studie aan de New York University speelde hij in een groep van Charlie Byrd en Sol Yaged (1946/1947). Tussen 1951 en 1955 richtte hij zijn aandacht vooral op een familiebedrijf. Van 1955 tot 1957 speelde hij bij Bobby Hackett en daarna bij Wild Bill Davison en Billy Butterfield (1958/1959). In 1960 maakte hij een album voor Riverside (met onder meer Buck Clayton) en werkte hij met de Buck Clayton All Stars mee aan een lp van  Nancy Harrows. In die jaren leidde hij verschillende groepen en van 1959 tot 1965 was hij actief voor het Virginia Beach Jazz Festival. In 1965 begon hij een trio met John Eaton en opende hij in Washington D.C. een jazzclub, Blues Alley, waarin hij ook zelf optrad. In 1969 verkocht hij de club weer. 
In de jaren zestig en zeventig organiseerde hij het Manassas Jazz Festival, waar hij met bands met onder meer Willie "The Lion" Smith, Eddie Condon, Doc Evans en Vic Dickenson speelde. In 1986 nam hij een tribute-album voor Pee Wee Russell op en gaf hij een concert in Smithsonian Institution ter ere van Jimmy Noone. Vanaf 1992 speelde hij in Chesapeake Bay Jazz Band.

## Discografie (selectie)
- Goin' to Kansas City, Riverside, 1960
- Great Jazz, Laurel Records, 1964
- Singin' the Blues (live-opnames 1972), Fat Cat's Jazz, 1982

- Bibliothèque nationale de France: cb14014541v (data)
- International Standard Name Identifier: 0000 0000 4319 7502
- Library of Congress Control Number: no97001228
- MusicBrainz: 0b12f1c8-3d67-4582-ae4b-7961cc78bb7f
- Virtual International Authority File: 24199108
- WorldCat: E39PBJdCmfRWVfDp4bvv6CPYT3